# Batanga

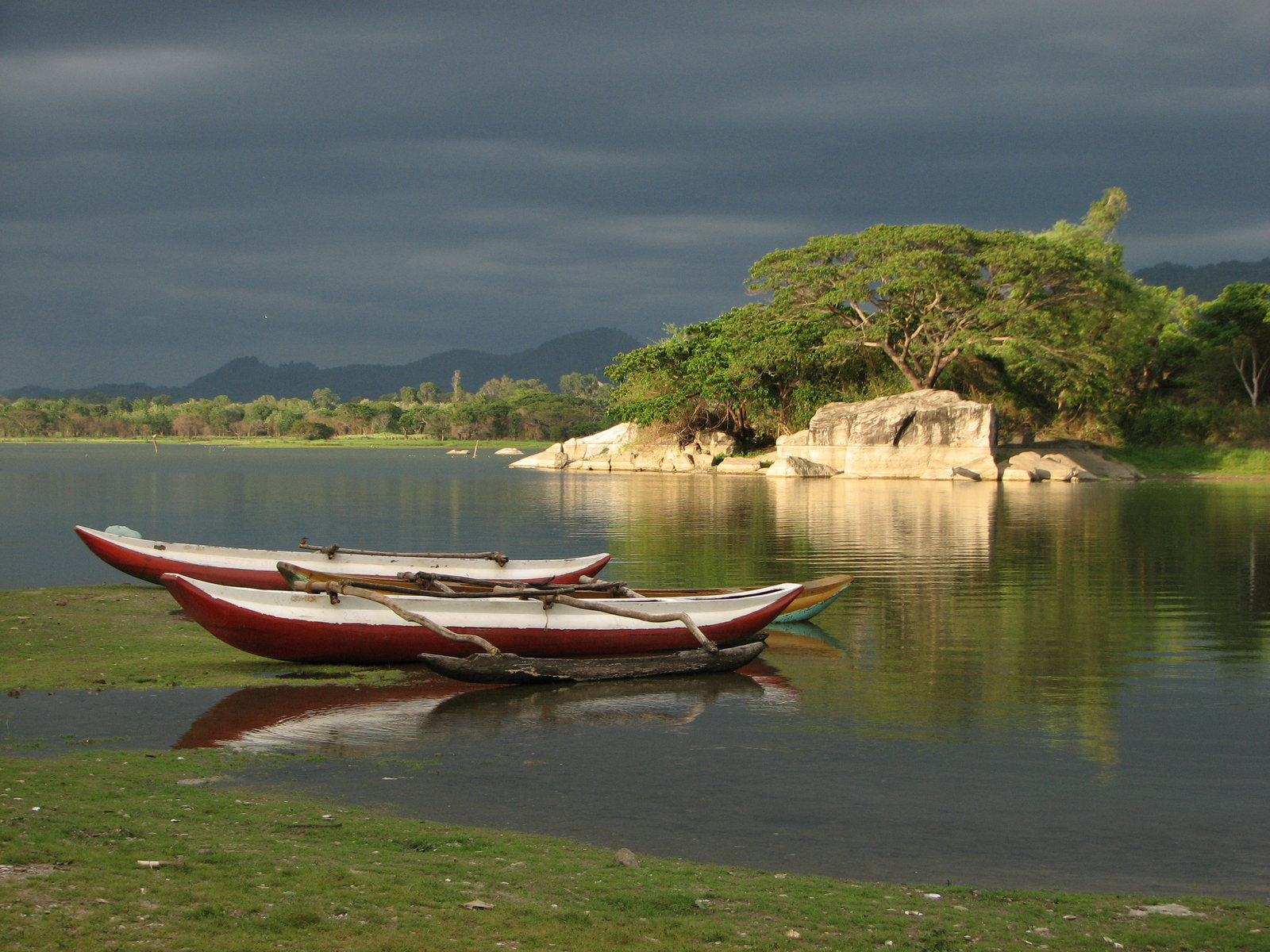
Canoas con batanga en Sri Lanka.

En náutica, la batanga es el armazón de cañas separado de la borda en cuya parte exterior vienen a tensarse los obenques, usado por los nativos de Asia central, archipiélagos de Malasia y del Océano Pacífico para la mayor estabilidad de sus embarcaciones. 

## Tipos

### Batanga simple
Así en Sri Lanka como en el Pacífico, la batanga es simple y como siempre se lleva a barlovento es preciso después de una virada que la proa de la embarcación se convierta en popa. A su efecto es debido a que puedan usarse barcos cuya manga no sean más que 1/15 de su eslora y emplearse velas trescientas veces mayores en superficie que la sección horizontal de la línea de flotación. También se debe a la batanga la gran velocidad de las piraguas y que hagan las de 30 a 35 pies viajes de alguna consideración.

### Batanga doble
En las islas del archipiélago de Asia se emplea la batanga doble, esto es a uno y otro lado de la embarcación. La de sotavento obra en virtud de la resistencia que le ofrece el agua. La batanga simple es más propia para la vela y la doble para el remo. Así está en práctica en los paraos malayos.